# Anna Sen
Anna Sergejevna Sen (russisk: Анна Сергеевна Сень ; født 3. december 1990 i Krasnodar, Rusland) er en kvindelig russisk håndboldspiller som spiller for Rostov-Don og Ruslands kvindehåndboldlandshold.
Hun deltog under Sommer-OL 2016, hvor hun vandt Ruslands første håndbold OL-guld. Hun var ligeledes, med til at vinde OL-sølv i håndbold for Rusland, ved Sommer-OL 2020 i Tokyo, efter finalenederlag mod Frankrig, med cifrene 25–30.